# NGC 6521A
NGC 6521A је спирална галаксија у сазвежђу Змај која се налази на NGC листи објеката дубоког неба.
Деклинација објекта је + 62° 37' 1" а ректасцензија 17h 56m 34,8s. Привидна величина (магнитуда) објекта NGC 6521 износи 15,0 а фотографска магнитуда 15,7. NGC 6521A је још познат и под ознакама MCG 10-25-121, CGCG 300-98, CGCG 301-4, PGC 61141.